# Незаконное вторжение
«Незаконное вторжение», также известный как «Незаконное проникновение» (англ. Unlawful Entry) — американский триллер 1992 года режиссёра Джонатана Каплана с Куртом Расселом, Мэделин Стоу и Рэем Лиоттой в главных ролях. 
Официально на видеокассетах в России был издан 17 ноября 1999 года компанией «Премьер Видео Фильм».

## Сюжет
Майкл Карр и его жена Карен живут вместе с котом в фешенебельном доме в одном из районов Лос-Анджелеса. Однажды ночью в дом через окно в крыше проникает грабитель. Он берёт Карен в заложницы, но сбегает после сопротивления со стороны Майкла. Карры вызывают полицию, на вызов приезжает молодой офицер Пит Дэвис вместе со своим более старым напарником Роем Коулом. Дэвис поражён гостеприимством супругов и помогает тем с установкой сигнализации.
Карры и полицейский быстро становятся друзьями. Дэвис приглашает Майкла поучаствовать в патрулировании района, тот с удовольствием соглашается. После дежурства, высадив Коула, Пит сообщает, что нашёл человека, который вломился в дом Карров, и предлагает Майклу шанс отомстить за нападение на Карен. Майкл отказывается, ведь он говорил о мести не всерьёз. После того как грабитель пытается сбежать, Пит жестоко избивает его, прежде чем Майкл просит его остановиться.
Глубоко подозревая психическую неустойчивость Пита и его чрезмерно опекающее поведение, Майкл умоляет Карен держаться от него подальше, но Карен отказывается, считая, что муж просто слишком остро реагирует. Когда Пит приходит на вечеринку Майкла, тот приходит в ярость и отвергает их дружбу, требуя, чтобы тот держался подальше от него и Карен. После безуспешной попытки справиться с ситуацией с помощью секса со случайной женщиной Пит, уже будучи без ума от Карен, приглашает её на кофе, чтобы сблизиться с ней. Офицер также начинает вмешиваться в её брак с Майклом, полагая, что Майкл не способен обеспечить Карен достаточную безопасность.
Пит, используя связи в полиции, вгоняет Майкла в долги, арестовывает его машину и врывается в дом во время того, как пара занимается сексом. Когда Майкл подаёт на Пита жалобу в полицию, тот использует свои связи, чтобы разрушить деловую репутацию Майкла, сталкиваясь с поражающей апатией со стороны своего собственного начальства. По совету своего адвоката Майкл пытается подкупить Пита 5000 долларов, но Пит отвергает предложение Майкла, раскрывает свою одержимость Карен и угрожает убить его, в результате чего Майкл предупреждает Карен об одержимости Пита ею, дополнительно требуя, чтобы она держалась от него подальше.
Майкл обращается за помощью к Коулу, который шантажирует напарника, угрожая отстранением того от работы. Во время очередного патрулирования Пит безжалостно убивает Коула, после чего подставляет Майкла, подбросив тому кокаин, чтобы беспрепятственно соблазнить Карен. Адвокат Майкла жертвует своими финансами, чтобы того выпустили под залог. Вернувшись в дом Карров, Дэвис обнаруживает там подругу Карен Пенни, которую хладнокровно убивает.
Проснувшись, Карен с удивлением находит сначала готовящего на кухне Дэвиса, а затем и труп Пенни. Карен хитростью разоружает Пита, делая вид, что поддалась его соблазнам. Но тот предусмотрительно разрядил пистолет. Дэвис пытается изнасиловать Карен, но ту спасает приехавший Майкл. В ходе борьбы Майклу удаётся столкнуть Пита  с лестницы, отчего тот теряет сознание. Пока пара ждёт прибытия полиции, случайно вызванной Дэвисом (Майкл предусмотрительно изменил код сигнализации), тот приходит в себя.
Пит предлагает Майклу арестовать его, но тот в ярости разряжает в «плохого» полицейского всю обойму пистолета. Затем супруги выходят на улицу, чтобы встретить полицию.

## В ролях
- Курт Расселл — Майкл Карр
- Мэделин Стоу — Карен Карр
- Рэй Лиотта — офицер Пит Дэвис
- Роджер Э. Мосли[англ.] — офицер Рой Коул
- Дебора Оффнер — Пенни, подруга Карен
- Кармен Аргензиано — Джером Лурье
- Джимон Хонсу — заключённый
- Дик Миллер — клерк

## Отзывы
Кинокритик Сергей Кудрявцев в своей книге «3500 кинорецензий» так пишет о фильме:

В отличие от фантастических триллеров об инопланетных пришельцах, которые проникают в тела людей и превращают их в послушных роботов, распространён ещё один мотив — в счастливый семейный союз (или хотя бы выглядящий таковым) вторгается некто посторонний, пусть и земной, неотвязно преследуя супругов и стремясь добиться своей маниакальной цели. Незнакомцы покушаются на святые узы брака, но что гораздо хуже — норовят присвоить себе детей, как в популярной в 1992 году картине «Рука, качающая колыбель».